# 安什维尔 (摩泽尔省)
安什维尔（法語：Eincheville，法語發音：[ɛ̃ʃvil]；洛林法兰克语：Enschwiller）是法国摩泽尔省的一个市镇，属于福尔巴克-布莱摩泽尔区。

## 地理
安什维尔（48°58'58"N, 6°36'17"E）面积6.78 平方千米，位于法国大東部大區摩泽尔省，该省份为法国东北部内陆省份，是洛林的一部分，西南接默尔特-摩泽尔省，东临下莱茵省，北与卢森堡和德国接壤。
与安什维尔接壤的市镇（或旧市镇、城区）包括：阿德朗日、布斯特罗夫、福尔克蒙、朗德罗夫、瑞士、蒂库尔、通维尔、维莱。
安什维尔的时区为UTC+01:00、UTC+02:00（夏令时）。

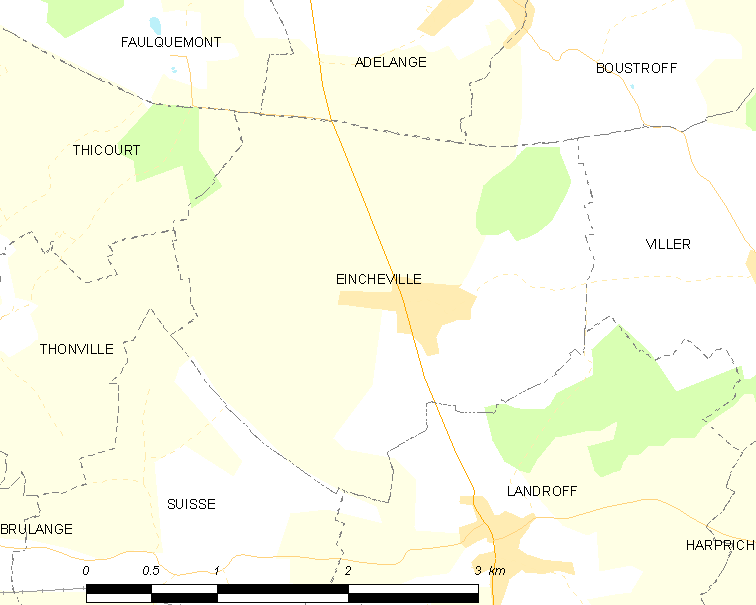
安什维尔的OSM定位图

## 行政
安什维尔的邮政编码为57340，INSEE市镇编码为57189。

## 政治
安什维尔所属的省级选区为萨拉尔布县。

## 人口

1962-2008年间安什维尔人口变化图示

安什维尔于2022年1月1日时的人口数量为223人。

## 气候
根据国家科学研究中心根据 1971-2000 年期间的一系列数据进行的一项研究，2010 年，该公社的气候属于 Montargnarde 边缘类型1.2020 年，法国气象局发表了一份法国大都市气候类型学，其中该公社处于半大陆性气候中，位于洛林、朗格尔高原、莫尔旺气候区，其特点是冬季严寒（1.5 °C），风温和，秋冬季雾频繁.
1971-2000 年期间，年平均气温为 9.6 °C，年温度范围为 16.9 °C。年平均降雨量为 837 毫米，1 月降雨量为 11.6 天，7 月降雨量为 9.4 天1.在 1991 年至 2020 年期间，最近的法国气象站“Lesse_sapc”观测到的年平均温度，该气象站位于莱塞市，距离酒店8公里，为 10.7°C，年平均总降水量为694.0毫米。 该站记录的最高温度为40°C，达到 2019年7月25 日;最低温度为-20.7°C，达到 2009 年12月20日.
该市的气候参数是根据新的 DRIAS-2020 参考气候预测，根据不同的温室气体排放情景估计的本世纪中叶（2041-2070 年）.可以在 2022 年 11 月法国气象局发布的专门网站上查阅.